# 李香蘭自傳-戰爭、和平與歌
《李香蘭自傳-戰爭、和平與歌》，是大鷹淑子（即李香蘭，中譯版本署名「山口淑子」）的一本自傳。原書曾在1992年至1993年期間，於《東京新聞》及《中日新聞》連載，後來集結成書出版，內容是大鷹淑子憶述自己在中國當演員、日本戰敗回國、從政及促進中日關係友好等事情。

## 編撰過程

### 緣起
據大鷹淑子在《李香蘭自傳-戰爭、和平與歌·前言》提到，是受報社邀請而開始撰稿連載的：「在一次偶然的機緣下，我應東京新聞社和中日新聞社的邀約，獲得撰寫自己歷史的機會。從去年（1992年）冬天到今年（1993年）春天，以「這條道路」為題，在兩家報社的晚報連載。」

### 撰稿連載
大鷹淑子形容，每天寫稿連載是「非常勞累和緊張的工作」，每一天篇幅都有所限制，而且每篇都必須是一個完整故事。大鷹淑子撰稿時，就是「得把記憶的片斷銜接起來」的。
正是由於時間匆忙的關係，大鷹淑子提到書中會出現內文「時而變成李香蘭，時而變成山口淑子，或者突然提到時事問題，可以完全自由發揮，不受時空約束……，在歷史和時序上整理得不夠嚴謹」的情況。大鷹淑子在本書中並不多作自辯，只以記述事情經過為主，並流露出她對日本和中國的深厚感情。

## 內容

### 篇章
- 《前言》：為連載集結成書時大鷹淑子所寫的引言。
- 《在經過半個世紀的北京》：記述大鷹淑子在1992年獲邀到中國北京老家重訪的情況，及回想她年青時期在這裡居住過的往事。
- 《「李香蘭」的誕生與訣別》：記述「李香蘭」的得名、在中國當演員為日本政府拍攝「國策電影」，以及與名流人士交往等等的情況。
- 《戰後過明星的日子》：講述她在戰後的軍事法庭獲判無罪及返回日本、在日本及美國拍攝電影、在百老匯音樂劇演出，以及與野口勇的一段婚姻等事情。
- 《主持電視節目》：記述她嫁給大鷹弘，以及她退出電影界，轉為擔當電視節目主持、出國進行採訪等情況。
- 《政治的世界》：記述大鷹淑子競選全國區參議院議員、從政，以及出訪中國、北韓、中東國家等情況。
- 《今後還會繼續的工作》：講述她參予1990年代初，中日合辦的歌舞劇《李香蘭》的製作，以及她關心當時有關「李香蘭」戲劇等事情。
- 《後記》：為本書出版時大鷹淑子所寫的後記。